# Лаборатория поиска околоземных астероидов имени Линкольна
Лаборатория поиска околоземных астероидов имени Линкольна (англ. Lincoln Near-Earth Asteroid Research, LINEAR) — совместный проект Военно-воздушных сил США, НАСА и Лаборатории Линкольна Массачусетского технологического института, созданный для систематического открытия, изучения и отслеживания орбит и характеристик околоземных астероидов.

## История лаборатории
Первые испытания начались в 1972 году. В начале 1980-х был построен опытный образец: ETS (Экспериментальная испытательная система) в Нью-Мексико. Программа LINEAR начала вести наблюдения околоземных астероидов, используя Наземную электронно-оптическую систему слежения за дальним космосом (GEODSS) (англ. Ground-based Electro-Optical Deep Space Surveillance) — однометровый телескоп, построенный в 1996 году. Такие широкоугольные телескопы были разработаны для наблюдения с Земли искусственных спутников.
С марта по июль 1997 года использовалась ПЗС-матрица размером 1024×1024 пикселов, которая покрывала всего 1/5 поля зрения телескопа. В октябре 1997 была установлена матрица 1960×2560 пикселов, которая покрывала уже половину поля зрения.

## Открытия
С 1998 по 2003 год лаборатория была основным местом по открытию новых астероидов. По данным на 31 декабря 2007 года, в LINEAR:
- наблюдалось 5 370 805 объектов,
- обнаружено 226 193 новых астероидов,
  - в том числе 2019 околоземных астероидов,
- обнаружено 236 комет.

Все открытия LINEAR были сделаны с применением автоматизированных телескопов.